# Paraschistochila lacerata
Paraschistochila lacerata là một loài rêu trong họ Schistochilaceae. Loài này được R.M. Schust. mô tả khoa học đầu tiên.
Danh pháp khoa học của loài này chưa được làm sáng tỏ. 